# Articulation subtalaire
L'articulation subtalaire (ou articulation talo-calcanéenne) est l'articulation plane du pied qui unit le talus au calcanéus les deux premiers os du tarse.

## Surfaces articulaires
l'articulation subtalaire est constituées de trois paires de surfaces articulaire formant les articulations talo-calcanéennes postérieure, moyenne et antérieure.
L'articulation postérieure est située à l'arrière du sinus du tarse et les deux autres à l'avant.
Les surfaces articulaires de l'articulation postérieure sont la facette articulaire calcanéenne postérieure du talus concave et la surface articulaire talaire postérieure du calcanéum convexe.
Les surfaces articulaires de l'articulation moyenne sont la facette articulaire calcanéenne moyenne du talus concave et la surface articulaire talaire moyenne du calcanéum convexe. Le sustentaculum tali forme le plancher de la surface articulaire talaire moyenne du calcanéum.
Les surfaces articulaires de l'articulation postérieure sont la facette articulaire calcanéenne antérieure du talus concave située sur la tête du talus et la surface articulaire talaire antérieure du calcanéum convexe.
Parfois les surfaces moyennes et antérieures forment deux surfaces uniques ne donnant ainsi qu'une articulation antérieure.

## Moyens d'union
La capsule de l'articulation est en continuité avec les capsules des articulations  talo-calcanéo-naviculaire et calcanéo-cuboïdienne. Elle est constituée de fibres courtes. 
Le ligament principal de l'articulation est le ligament talo-calcanéen interosseux qui forme une bande épaisse et solide constituée de deux faisceaux partiellement joints qui se situent dans le sinus du tarse.
Cet ensemble est consolidé par quatre ligaments supplémentaires :
- le ligament talo-calcanéen postérieur entre  le tubercule latéral du processus postérieur du talus et le bord supérieur et médial du calcanéus,
- le ligament talocalcanéen latéral entre le versant antérieur du processus latéral du talus et la face latérale du calcanéus qui est parallèle au ligament calcanéo-fibulaire,
- le ligament talocalcanéen médial entre le tubercule médial du processus postérieur du talus et l'arrière du sustentaculum tali,
- le ligament talo-calcanéen antérieur entre face antérieure et latérale du col du talus et le sillon calcanéen.

## Anatomie fonctionnelle
L'articulation subtalaire permet l'inversion et l'éversion du pied.

## Aspect clinique
L'articulation subtalaire est particulièrement sensible à l'arthrite, surtout lorsqu'elle a déjà subie des entorses ou des fractures. Les symptômes de l'arthrite subtalaire comprennent la douleur lors de la marche, la perte de mouvement dans l'amplitude de mouvement de l'articulation et la difficulté à marcher sur des surfaces inégales.
Dans le pied plat, l'articulation subtalaire est généralement plus horizontale. 